# Grim Hunter
Vladimir Kravinoff, alias Grim Hunter est un super-vilain évoluant dans l’univers Marvel de la maison d'édition Marvel Comics. Créé par le scénariste Howard Mackie (en) et le dessinateur Tom Lyle, le personnage de fiction apparaît pour la première fois dans le comic book Spider-Man #47 en juin 1994.
Fils de Kraven le chasseur, le Grim Hunter était l'un des ennemis de Spider-Man.

## Biographie du personnage

### Origines
Vladimir Kravinoff est le fils de Sergei Kravinoff, le célèbre adversaire de Spider-Man connu sous le nom de Kraven le chasseur. Contrairement à son demi-frère illégitime Alyosha Kravinoff, élevé dans la honte en Afrique, Vladimir grandit en Russie en profitant de la richesse de son père. Toutefois, ce dernier néglige aussi bien l’un que l’autre lors de ses nombreuses quêtes autour du globe.
Ignorant l’existence de son frère Alyosha, Vladimir est élevé par Gregor, le serviteur de Sergei, qui endosse un rôle de père de substitution en lui enseignant les techniques de chasse de son père Sergei. Encore enfant, Vladimir est initié au travers d’un rite de passage durant lequel son père le pourchasse déguisé en « Grim Hunter ». Impressionné par les aptitudes de son fils, Sergei prend personnellement en charge son entraînement.

### Parcours
Lorsque, plusieurs années après, Vladimir Kravinoff apprend la mort de son père, il tient Spider-Man pour responsable. Endossant le nom de Grim Hunter, il décide de pourchasser l’Homme-araignée, non sans s’être renseigné sur les mouvements et habitudes de son ennemi, notées dans le journal de son père. Avec l’aide de Gregor, il traque Spider-Man aux États-Unis. Mais leur premier affrontement donne l’avantage au super-héros et Vladimir échoue en prison.
Après s’être évadé, il est brièvement opposé au Super-Bouffon (Jason Macendale) qui tente de lui voler l’élixir de son père. À la suite de l’incident, il améliore la formule du « sérum Jungle » de son père et accède ainsi à un niveau de puissance surhumain. 
Il se remet en chasse de Spider-Man, mais aboutit cette fois-ci à Ben Reilly (Scarlet Spider). Durant l’affrontement, l’arrivée de Kaine, un clone de Spider-Man, fait basculer la confrontation et Vladimir est tué.
Vladimir semble réapparaître dans la mini-série Wolverine/Black Cat: Claws, mais celui-ci se révèle être un androïde à son image.
Lors de l’arc narratif The Gauntlet and Grim Hunt (en), Sasha Kravinoff sacrifie Mattie Franklin (Spider-Woman) en tant qu’élément d'un rituel de résurrection de Vladimir. Ce dernier revient alors à la vie sous la forme d’une créature léonine humanoïde, du fait que Mattie n’était pas une « pure araignée ». Vladimir assiste plus tard Ana et Alyosha Kravinoff dans la capture d’Anya Corazon ainsi que dans la seconde tentative pour capturer Arachne (Julia Carpenter).
À la suite de la résurrection de Kraven le chasseur, Sasha dévoile à Sergei que l’état de bestial de Vladimir a servi de test pour le retour de son père.
Lors de la fuite de la famille Kravinoff après la défaite infligée par Spider-Man, Sergei tue Sasha lors de l’initiation qui devait faire d’elle une vraie Kravinoff, et met fin à la vie de Vladimir en raison du respect dû aux morts.

## Pouvoirs, capacités et équipement
Grâce au « sérum Jungle » de son père, Vladimir Kravinoff possédait des aptitudes physiques surhumaines similaires à celles de son père, bien qu’il n’ait eu aucun besoin d’injections périodiques.
Ces pouvoirs lui accordaient des sens aiguisés, une force lui permettant de soulever jusqu’à 3 tonnes, une agilité, une endurance et une longévité hors du commun. Il pouvait courir à une vitesse de 100 km sur de courtes distances et effectuer des sauts sur une distance de 7 mètres sans élan.
Il portait une armure qui protégeait ses bras et son torse. Il utilisait également un couteau de chasse, des gants à décharge électrique, un lance-darts fixé au poignet, une lance à projection d’énergie et des chausses trappes. Il était compétent dans l’utilisation d’autres armes comme le fusil, le pistolet, les shuriken, le tonfa et la sarbacane.
À la suite de sa résurrection, Vladimir a obtenu l’apparence d’une créature humanoïde léonine immense. Sous cette nouvelle forme, il possédait une force et une endurance surhumaines. Il portait alors une lourde hache de pierre.